# رؤوف لحسن
رؤوف لحسن هو مدرب كرة قدم ولاعب كرة قدم جزائري في مركز الدفاع، ولد في 10 يوليو 1981 في مدينة الجزائر في الجزائر. لعب مع أولمبي المدية واتحاد عنابة ومولودية سعيدة.